# Pandeizm
Pandeizm (gr. pan i łac. deus) – kombinacja panteizmu i deizmu. Są to poglądy teologiczne i filozoficzne lub przekonania religijne utożsamiające Boga ze światem, pogląd religijny zakładający istnienie jakiejś nieokreślonej dokładnie duchowej siły sprawczej, która stworzyła świat materialny i prawa nim rządzące, jednak nie ingeruje ona obecnie bezpośrednio w jego działanie. Według deistów istnienie tej siły sprawczej wyjaśnia racjonalną strukturę świata i stałość praw fizyki.
Terminu pandeizm jako pierwszy użył w 1859 roku Moritz Lazarus i Heymann Steinthal dla rozróżnienia różnych nurtów panteizmu i deizmu: Man stelle es also den Denkern frei, ob sie Theisten, Pan-theisten, Atheisten, Deisten (und warum nicht auch Pandeisten?) sein wollen: dem Volke aber predigt nichts von Gott und ja nichts von Unsterblichkeit (Niech myśliciele sami zdecydują, czy chcą być teistami, panteistami, ateistami, deistami (i dlaczego by nie pandeistami?): lecz niech nie prawią ludowi kazań o Bogu, a tym bardziej o nieśmiertelności).
Pandeistami byli lub są m.in. Franz Wilhelm Junghuhn, Alfred Tennyson, Scott Adams, Fred Hoyle, Frank J. Tipler oraz Isaac Asimov.